# Alessio Dunnhofer
Alessio Dunnhofer ist ein ehemaliger italienischer Skispringer.

## Werdegang
Dunnhofer gab sein internationales Debüt am 24. Januar 1998 beim Skifliegen im Rahmen des Skisprung-Weltcup in Oberstdorf. Dabei erreichte er Rang 43 und blieb damit außerhalb der Punkteränge. Einen Tag später erreichte er denselben Platz bei der Skiflug-Weltmeisterschaft 1998 auf gleicher Schanze. Beim Weltcup-Durchgang konnte er sich um einen Platz auf Rang 42 verbessern. Im Januar 2003 startete er bei der Winter-Universiade 2003 in Tarvis, deren Springen in Bischofshofen ausgetragen wurden. Dabei erreichte er Rang 36 von der Großschanze. Fünf Tage zuvor hatte er bereits Platz 27 von der Normalschanze erreicht.